# Гринковы
Гринковы — древний русский дворянский род.

## История рода
Булат и Владимир Гринковы владели поместьями в Тульском уезде (ранее 1587). Иван и Василий Булатовичи служили в городовых дворянах по Переславлю-Залесскому (1590), а переяславец Иван Гринков упомянут (1609).
Пять представителей рода служили в городовых дворянах по Переславлю-Залесскому (1628).
Шестеро представителей рода владели населёнными имениями (1699).

## Описание герба
Официально утверждённого герба рода Гринковы не имеется.
В Гербовнике Анисима Титовича Князева 1785 года имеется изображение печати Алексея Андреяновича Гринкова: в серебряном поле щита, имеющим овальную форму, изображены: горизонтально белый лук, на который положены Х-образно, белая стрела, остриём вверх и золотой ключ, бородкой вверх. Под изображением титлы (буквы гербовладельца) ААГ. Щит увенчан коронованным дворянским шлемом с шейным клейнодом. Цветовая гамма намёта не определена. Вокруг щита военная арматура в виде знамён, пушек, ядер и барабанов.

## Известные представители
- Гринков Евстигней Кондратьевич — стряпчий (1683—1692).
- Гринков Никифор Никитич — стряпчий (1692), капитан Семёновского полка (1698).
- Гринков Фёдор Никитич — московский дворян (1692).
- Гринков Иван Никитич — московский дворянин (1692), воевода в Романове (1696—1697)[3].